# Velothon Berlin 2014
La Velothon Berlin 2014, quarta edizione della corsa e prima con questa denominazione, valida come evento del circuito UCI Europe Tour 2014 categoria 1.1, si svolse il 18 maggio 2014 su un percorso di 175,1 km. Fu vinta dall'olandese Raymond Kreder, che giunse al traguardo con il tempo di 3h 52' 48" alla media di 45,12 km/h.
Al traguardo 125 ciclisti portarono a termine il percorso.

## Squadre partecipanti
| N.      | Cod. | Squadra              |
| ------- | ---- | -------------------- |
| 1-6     | GRS  | Garmin-Sharp         |
| 11-16   | KAT  | Katusha Team         |
| 21-26   | TNE  | Team NetApp-Endura   |
| 31-36   | CCC  | CCC Polsat-Polkowice |
| 41-46   | MTN  | MTN-Qhubeka          |
| 51-56   | TSV  | Topsport Vlaanderen  |
| 61-66   | ASP  | AC Sparta Praha      |
| 71-76   | GID  | D. T. Giant-Shimano  |
| 81-86   | RSW  | Gourmetfein Wels     |
| 91-96   | RBD  | Rietumu-Delfin       |
| 101-106 | GWO  | Gebrüder Weiss       |
| 111-116 | VBG  | Team Vorarlberg      |

| N.      | Cod. | Squadra                     |
| ------- | ---- | --------------------------- |
| 121-126 | STG  | Team Stölting               |
| 131-136 | LKT  | LKT Team Brandenburg        |
| 141-146 | BAI  | Bike Aid-Ride for Help      |
| 151-156 | THF  | Team Heizomat               |
| 161-166 | SGT  | Team Stuttgart              |
| 171-176 | TBJ  | MLP Team Bergstrasse        |
| 181-186 | RNR  | Rad-Net Rose Team           |
| 191-196 | TKG  | Team Kuota                  |
| 201-206 | AJT  | ActiveJet Team              |
| 211-216 | ALB  | Alpha Baltic-Unitymarathons |
| 221-226 | DEU  | Germania                    |

## Ordine d'arrivo (Top 10)
| Pos. | Corridore           | Squadra        | Tempo    |
| ---- | ------------------- | -------------- | -------- |
| 1    | Raymond Kreder      | Garmin         | 3h52'48" |
| 2    | Sam Bennett         | NetApp-Endura  | s.t.     |
| 3    | Aleksandr Porsev    | Katusha Team   | s.t.     |
| 4    | Siarhei Papok       | Rietumu-Delfin | s.t.     |
| 5    | Michael Van Staeyen | Topsport       | s.t.     |
| 6    | Willi Willwohl      | LKT Team       | s.t.     |
| 7    | Phil Bauhaus        | Team Stölting  | s.t.     |
| 8    | Alex Frame          | Devel. Giant   | s.t.     |
| 9    | Jarosław Marycz     | MTN-Qhubeka    | s.t.     |
| 10   | Erik Bothe          | CCC Polsat     | s.t.     |